# Bautasteine von Nag
Die beiden Bautasteine von Nag stehen südlich vom Weiler Nag, bei Solbakk in Ryfylke im Fylke Rogaland in Norwegen.
Der eine Bautastein von Nag steht nur 10 Meter von der Kreuzung des Ryfylkevegen (norwegisch Nasjonale turistveger 13) mit einer kleinen Landstraße entfernt, auf einem Feld. Der Stein ist etwa 3,5 Meter hoch, 1,0 Meter breit und 10 bis 15 cm dick. Er hat die Form einer Platte mit einer abgerundeter Oberkante.
⊙. 
Etwa 260 m südlich und näher am Meer, steht der schlanke, nadelförmige Bautastein von Nagavika im flachen Weideland. Er ist 4,5 bis 5,0 Meter hoch, etwa 50 cm breit und etwa 30 cm dick. Er hat eine flache Oberseite und neigt sich leicht nach Norden.
⊙
Einige 100 m westlich liegen die Felsritzungen von Solbakk.